# Testamento sacramental de Petronila de Aragón (1173)
El Testamento de Petronila de 1173, reina de Aragón y condesa de Barcelona, fue un testamento sacramental (oral y ante testigos) realizado el 14 de octubre de 1173 en Barcelona por Petronila I de Aragón. Fueron publicadas diez días después, el 24 de octubre de 1173, y en sus últimas voluntades dejaba su reino a su hijo el rey Alfonso II de Aragón «el Casto». Pero este sólo tenía 16 años, y aún le faltaban cuatro para llegar a la mayoría de edad, a menos que se casara, lo que hizo cuatro meses después, el 18 de enero del 1174.

## Antecedentes

### Capítulos matrimoniales de Barbastro
La nobleza aragonesa rechazó el casamiento de Petronila con el hijo Alfonso VII de Castilla, temerosos de caer bajo el dominio de Castilla. Desde el 24 de agosto de 1136, al 11 de agosto de 1137 se forjó un pacto entre Ramón Berenguer IV de Barcelona y Ramiro II de Aragón para casarse al joven conde de Barcelona con la hija del rey, Petronila de Aragón, que tenía un año de edad.
El rey dio al conde su hija por mujer con su reino tal como se extendía y había poseído su padre y rey Sancho Ramírez, rey de Aragón y Pamplona, y por sus hermanos los reyes Pedro I de Aragón y Alfonso I de Aragón, quedando en ley y fuerza sus fueros, costumbres y usos que en tiempos de sus predecesores habían tenido los aragoneses y eran vigentes en el reino. Quedaba el conde como rey en caso de que su mujer Petronila muriera sin hijos. También le encomendado las tierras y súbditos en homenaje y juramento que le guardarían fielmente la vida y el cuerpo del conde sin engaño, y que el obedecerían lealmente, guardando la fidelidad que le debían a su hija, que era su señora natural , con la condición de que si ella moría quedaría el reino sujeto al conde sin ninguna contradicción, y que el tendría y poseería después de la muerte del rey.
Por su parte, el rey Ramiro II sería rey mientras viviera, y sería señor y padre en el reino de Aragón y en los condados del conde de Barcelona mientras le quisiera.

### Boda de Ramón Bereguer IV con Petronila I de Aragón
El Casamiento de Ramón Berenguer IV y Petronila Ramires se celebró en agosto de 1150 en Lleida. Dado que Petronila nació el 29 de junio de 1136, y que los Capítulos matrimoniales de Barbastro (1137) habían firmado el 11 de agosto de 1137, todo indicaría que en agosto de 1150 la reina Petronila había cumplido ya los 14 años, la mayoría de edad establecida por el derecho canónico para poder contraer matrimonio.

### Testamento de 1152
Estando de parte, la reina ordenó su testamento el 4 de abril de 1152; en el testamento dejaba al hijo que naciera heredero del reino de Aragón con los límites que la había tenido el rey Alfonso I de Aragón, ordenando que nunca hiciera por ninguna ciudad ni villa que heredara o ganara los musulmanes, ningún tipo de reconocimiento los castellanos. Asimismo ordenó que durante la vida del padre, el conde de Barcelona y príncipe de Aragón, fuera gobernado por él, y que luego lo sucediera su futuro hijo. En caso de que no viviera ningún hijo, que todo quedara en manos de su marido, el conde de Barcelona. Asimismo ordenaba que si en lugar de un macho tenía una hija, esta quedaría excluida de la sucesión, declarando que ésta fuera casada conforme a su rango y que el reino quedara por su marido el conde de Barcelona.

### Testamento sacramental de Ramón Berenguer IV
El 4 de agosto de 1162 manifestó sus últimas voluntades en presencia del Gran Senescal de Barcelona Guillem Ramon Y de Moncada, de Albert de Castellvell, y del maestro Guillermo, su cura. Dos días después, el 6 de agosto de 1162, murió el conde Ramón Berenguer IV de Barcelona. La lectura pública del testamento se hizo en la asamblea general de Huesca el 11 de octubre de 1162.
El conde dejaba a su hijo primogénito llamado Ramón (futuro rey Alfonso II de Aragón «el Casto»), todo el honor (tenencia) que tenía en Aragón y Barcelona y en todos sus dominios, excepción hecha de los siguientes:
El honor (tenencia) del condado de Cerdanya tal como la había tenido Bernardo Guillermo (último conde de Cerdaña), la Señoría de Carcasona con toda su tierra y el haz que Ramon Trencavell Y tenía por él, y los derechos que tenía en Narbona y el haz que la vizcondesa Ermengarda de Narbona tenía por él. Todo esto lo dejaba a su segundo hijo Pedro (futuro Ramón Berenguer IV de Provenza), que tendría las mismas en haga de su hermano primogénito Ramón, a quien debía rendir homenaje por ellas.
El honor (propiedad) del condado de Besalú sería para su esposa Petronila I de Aragón
Si el primogénito Ramón moría sin hijos legítimos, su segundo hijo Pedro recibiría la herencia del primogénito, y la de este pasaría al tercer hijo llamado Sancho (futuro Sancho I de Cerdaña). Y si Pedro moría sin hijos legítimos, todo pasaría al tercer hijo Sancho. Asimismo dejaba como tutor y protector de sus al rey Enrique II de Inglaterra, amigo suyo y casado con Leonor de Aquitania, prima de la reina Petronila.

### Donación del reino de Aragón otorgada por Petronila (1164)
La abdicación de derechos, o donación del reino de Aragón, de la reina Petronila se produjo en 1164, dos años después de la muerte del conde de Barcelona Ramón Berenguer IV. Tal como consta en el documento, esta abdicación se produjo por recomendación del Consejo de Regencia (1162-1174); el ánimo de la abdicación podría ser el de evitar cualquier reclamación por parte de terceros, ya fuera desde Castilla o desde Navarra, sobre los derechos en el reino de Aragón, señalando al inicio del documento que «Es decreto de legal autoridad que la cosa dada, si ha sido entregada, en modo pueda ser pedida por el donador ", y remarcando que alaba y ratifica el Testamento sacramental de Ramón Berenguer IV (1,162). El historiador Antonio Ubieto interpreta el texto como una renuncia de los derechos de Petronila al reino de Aragón en favor de su hijo, el rey Alfonso II de Aragón.

## Testamento sacramental de Petronila
El 14 de octubre de 1173 la reina Petronila I de Aragón indicado sus últimas voluntades y murió poco después, a la edad de treinta y seis años. El testamento se publicó el 24 de octubre de 1173; en el testamento dejaba a su hijo el rey Alfonso II de Aragón el reino de Aragón.